# AT&T Latin America
AT&T Latin America Corp. (anteriormente AT&T International, Inc.) es una división de propiedad absoluta de AT&T que opera en México .
Proporciona servicios de comunicaciones comerciales a mercados comerciales metropolitanos en Argentina, Brasil, Chile, Colombia, Perú y Uruguay. Los servicios de comunicaciones locales, nacionales e internacionales de la compañía incluyen datos, Internet, voz local y de larga distancia, alojamiento web y servicios administrados. También sirve en casos seleccionados en el mercado masivo a través de sus tarjetas de larga distancia, llamadas y prepago, y servicios de acceso telefónico a Internet. La red de la compañía se extiende a 17 ciudades de América Latina y esto incluye a Buenos Aires y Rosario, Argentina; São Paulo, Río de Janeiro; Belo Horizonte, Brasilia; Campinas, Porto Alegre y Curitiba, Brasil; Santiago, Viña, Chile; Bogotá, Colombia; etc.

## Historia
La primera encarnación de AT&T Latin America se formó en 2000 para extender la red de Estados Unidos al conseguir los derechos de la empresa Global Crossing. En 2001 operó efímeramente su línea telefónica en Perú. Esta encarnación fue vendida a Telmex en 2003.
En 2017, AT&T anunció una nueva división de la división corporativa internacional de AT&T que incluye a AT&T México, DirecTV Latin America (Actualmente Vrio) y sus participaciones en Sky Brasil y Sky México (Actualmente los Porcentajes de ambas empresas son de Vrio) formando AT&T Latin America.
En octubre de 2016, AT&T anunció un acuerdo para adquirir Time Warner por un valor de $ 85.4 mil millones (incluida la supuesta deuda de Time Warner). El acuerdo propuesto otorgaría a AT&T participaciones significativas en la industria de los medios de comunicación; El competidor de AT&T Comcast había adquirido previamente NBCUniversal en una oferta similar para aumentar sus tenencias de medios, en concierto con su propiedad de proveedores de televisión e internet. Si es aprobada por los reguladores federales, la fusión colocaría las propiedades de Time Warner bajo el mismo paraguas que las participaciones de telecomunicaciones de AT&T, incluido el proveedor de satélites DirecTV.

A fines de julio, la compañía anunció que, a partir del 1 de agosto, se creó una nueva estructura antes de que se cerrara la adquisición. El 15 de septiembre de 2017, Reuters informó, citando fuentes anónimas, que AT&T, el propietario de las divisiones de DIRECTV en los Estados Unidos y América Latina, había contratado a un asesor para considerar la posibilidad de ofrecer a AT&T Latinoamérica en el mercado de valores público. En noviembre de 2017, el Departamento de Justicia de los Estados Unidos dijo que se estaba moviendo para demandar y bloquear la fusión de AT & T-Time Warner. El 20 de noviembre de 2017, el Departamento de Justicia presentó una demanda antimonopolio por la adquisición; Makan Delrahim declaró que el acuerdo "dañaría enormemente a los consumidores estadounidenses". AT&T afirma que esta demanda es una "salida radical e inexplicable de décadas de precedentes antimonopolio". El 22 de diciembre de ese mismo año, el plazo del acuerdo de fusión se extendió hasta el 21 de junio. 2018.
El 12 de marzo de 2020, luego de una reorganización de negocios en Latinoamérica por parte de AT&T, se informó que Turner Broadcasting System Latin America pasaría a formar parte de AT&T Latin America, esto se debe a que AT&T compró Time Warner (que era propietaria de Turner Broadcasting System). Luego de la adquisición reorganizó su Negocio en Latinoamérica (AT&T México y Vrio) en AT&T Latín America y, como parte de él plan de Unificación AT&T LA, pasará a formar parte de la filial latinoamericana. No se informó cuando sucederán los cambios, lo que sí sé informó es que terminó la crisis del Coronavirus. Este cambio se fusionó con la división hermana HBO Latin America se transformó en WarnerMedia Latin America.
El 19 de mayo de 2020, las operaciones de DirecTV Venezuela fueron cerradas de manera total e inmediata; esto debido a las sanciones del gobierno de EE. UU. que prohíben a empresas norteamericanas mantener relaciones comerciales con empresas relacionadas al régimen venezolano, lo cual les limita la transmisión de los canales de Globovisión y PDVSA TV, los cuales se requieren bajo la licencia de DirecTV para proporcionar el servicio de televisión de pago en Venezuela.
En mayo de 2021, AT&T y Discovery Inc. acordaron fusionar las empresas para crear un nuevo conglomerado de medios, llamado Warner Bros. Discovery, la cual comenzó operaciones en el 2022 , por este motivo WarnerMedia Latin America se funcionara con Discovery Networks Latin America.
En 2021 el Grupo Werthein adquirió Vrio Corp por US$500 millones. La compra no incluyó a Sky México, empresa en la cual Vrio Corp posee un 41% de acciones, las cuales fueron vendidas de vuelta a AT&T. La operación se cerró a comienzos del año 2022.